# Osztrák Gedenkdienst
Az Osztrák Gedenkdienst (Holokausztemlékező-szolgálat) keretében önkéntesen dolgozó fiatalok az osztrák katonai szolgálat helyett a legfontosabb holokauszt-intézményekben végeznek polgári szolgálatot világszerte.

## Története
A Gedenkdienst alapítója egy politológus, dr. Andreas Maislinger Innsbruckból (Ausztria Tirol tartományának fővárosa), aki ezzel a német Aktion Sühnezeichen (Engesztelési Akció) gondolatát vette át. Maislinger maga önkéntesként dolgozott az Aktion Sühnezeichen keretében Auschwitz-Birkenau múzeumában.
1991-ben az osztrák kormány hivatalosan elismerte, hogy a Gedenkdienst a fegyveres katonai szolgálat teljesítésével egyenértékű. Így alakult meg egy független, de anyagilag elsősorban a belügyminisztérium által támogatott szervezet. A Gedenkdienst szándéka, hogy segítsen beismerni Ausztria bűnrészességét a holokausztban, és tudatosítsa mindnyájunk felelősségét egy „soha többé!”-ért folytatott harcban (idézet Franz Vranitzky, volt osztrák kancellár 1993 júniusában Jeruzsálemben tartott beszédéből).

## Tevékenysége
Az osztrák Gedenkdienst az egész világra kiterjedő, egyedülálló hálózat, mely azoknak a holokausztalapítványoknak és -emlékhelyeknek áll rendelkezésére, amelyek múzeumokban, könyvtárakban, okiratgyűjteményekben stb. ezt a segítségnyújtást igénybe akarják venni. 1992 óta összesen több mint száz szolgálattevő – többnyire húsz év körüli fiatal férfi – dolgozott illetve dolgozik a holokausztintézményekben és segít ezzel a holokauszt történetének feldolgozásában, otthon végzett fegyveres katonai szolgálat helyett.
A Österreichischer Auslandsdienst az osztrák kormány nevében jogosult, hogy Gedenkdienst résztvevőket küldjön az egész világon létező társszervezetek intézményeibe.